# 吉姆·格拉赫
吉姆·格拉赫（Jim Gerlach；1955年2月25日—）是美國的一位政治人物。在2003年至2015年期間，他是賓夕法尼亞州第6選舉區選出的美國眾議院議員。他的黨籍是共和黨。在2014年眾議院議員選舉時，格拉赫未獲得黨內提名。